# Gaißach
Gaißach là một đô thị ở huyện Bad Tölz-Wolfratshausen bang Bayern nước Đức. Đô thị Gaißach có diện tích 38,55 km², dân số thời điểm ngày 31 tháng 12 năm 2006 là 3003 người.